# 패트릭 팀싯

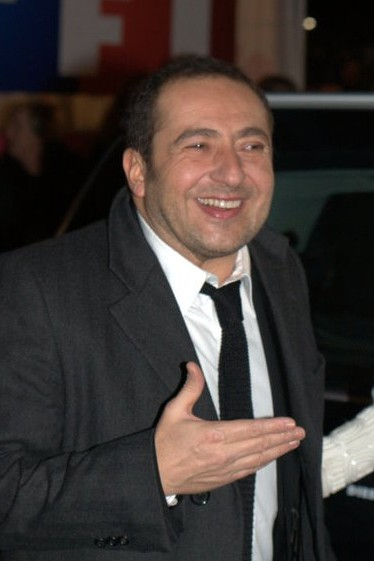

패트릭 팀싯(Patrick Timsit, 1959년 7월 15일 ~ )은 프랑스의 배우, 각본가, 영화 감독, 라디오 DJ, 영화배우, 희극 배우이다.
알제에서 태어났다.

## 영화
- 스타 80, 라 쉬트 (2017년)
- 마리-프란신 (2017년)
- 달리다 (2017년)
- 더 드림 팀 (2016년)
- 로빈 후드의 진실 (2015, Robin des bois, la véritable histoire)
- 스타 80 (2012년)
- 어 페인 인 더 애스 (2008년)
- 드래곤 헌터 (2007년) - 귀즈도(프랑스어) 목소리 역
- 통제할 수 없는 (2006년)
- 아주르와 아스마르 (2006년) - 크라푸 목소리 역
- 더 아메리칸 (2004년)
- 십일계 (2004년)
- 유혹의 섬세한 기술 (2001년)
- 밀고자 (1998년)
- 파파라치 (1998년)
- 마르키스 (1997년)
- 도시 속의 인디언 (1994년) - 리차드 역
- 위기 (1992년)
- 메이리그 (1991년)
- 바다를 보지 말고 디에프로 떠나자 (1989년)
- 아이스크림 작전 (1989년)
- 폴렛, 가난한 억만장자 (1986년)